# Microphor discalis
Microphor discalis är en tvåvingeart som först beskrevs av Axel Leonard Melander 1940.  Microphor discalis ingår i släktet Microphor och familjen styltflugor.
Artens utbredningsområde är Washington. Inga underarter finns listade i Catalogue of Life.